# Geirrodur
Geirrodur est un super-vilain créé par Marvel Comics (Stan Lee et Jack Kirby). Il est apparu pour la première fois dans Journey into Mystery #101, en 1964.

## Origine
Geirrodur était le roi des Trolls d'Asgard, une race ennemie des Asgardiens depuis que le roi Odin les a exilés sous terre.
Il était marié à Ulla et avait un fils nommé Redi.
Son père était un forgeron, et aussi l'armurier de sa tribu. Quand il fut tué pendant la Guerre les opposant aux Géants d'Orage, Geirrodur prit sa succession. Loki, le dieu du Mal, l'aida à vaincre le roi, Veidamaris, et à s'emparer du trône. Il s'est ensuite forgé une lance mystique, symbole de son pouvoir et de son règne. Il inventa et fabriqua aussi des machines de forage, qui, grâce au métal uru pouvaient créer des trous entre les dimensions, lui donnant ainsi l'accès à la Terre.
Pendant un moment, le guerrier Ulik usurpa sa place.
Toutes ses tentatives pour conquérir Asgard se soldèrent par des échecs.
Il trouva la mort lors de Ragnarok.

## Pouvoirs
- Geirrodur était un Troll des Roches.
- Sa structure corporelle était très dense et lui offre une protection contre les armes à feu. Il pèse près de 250 kg, mais peut soulever 25 tonnes, ce qui est commun pour un Troll de son âge.
- Son endurance était bien supérieure à celle d'un être humain normal, et il ne craignait aucune maladie.
- Il était plus lent qu'un être humain, mais a besoin de moins d'oxygène, ce qui lui permet de vivre sous terre. Sa vision était aussi adaptée à cet environnement.
- C'était un véritable génie parmi les Trolls, ce qui lui donne le niveau d'un technicien, comparé aux hommes civilisés.
- Geirrodur combattait avec une lance en uru, appelée Tordenstok, virtuellement incassable.